# Morey's Piers
Morey's Piers est un parc d'attractions situé à Wildwood, dans le New Jersey, aux États-Unis.

## Histoire

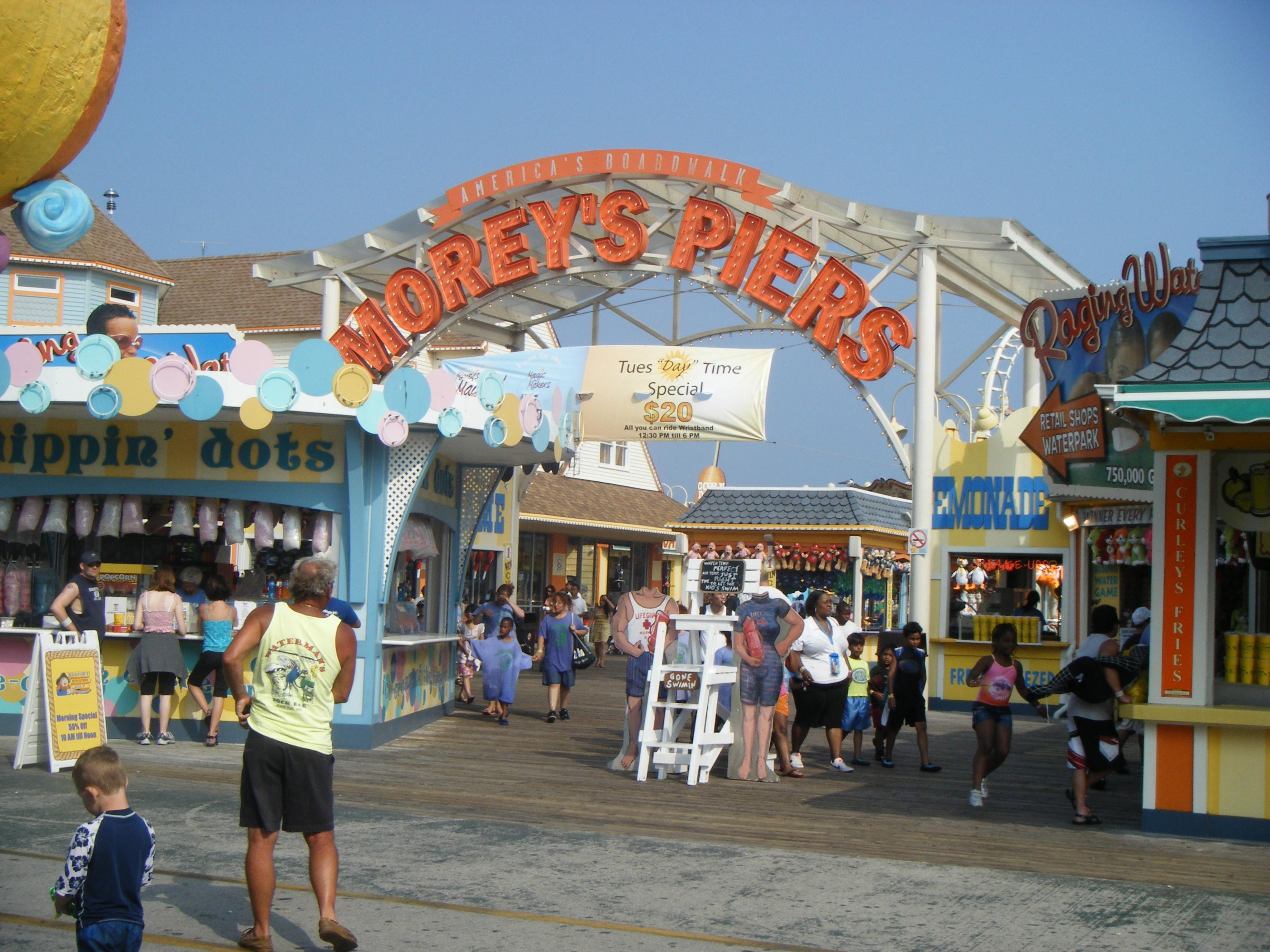
Entrée du parc

Morey's Piers fut établi en 1969 par les frères Bill et Will Morey. Après leur mort, la succession fut assurée par les fils de Will, Will et Jack Morey. Le petit parc de front de mer n'était alors équipé que d'un toboggan, d'un parcours de golf miniature et d'un restaurant. Au milieu des années 1970, le parc s'agrandit avec l'ajout de nouvelles attractions. Plus tard, Morey's Pier subit une grande rénovation. Un parc aquatique lui fut ajouté et, en 1984, Sea Serpent, un parcours de montagnes russes fut construit. 1995 fut l'année de l'ouverture de The Great Nor'Easter.
Le parc fut victime le 16 juin 2008 d'un incendie, détruisant deux attractions.
Le 3 juin 2011, une jeune fille de 11 ans décède des suites d'une chute du haut de la grande roue, d'une hauteur de 30 mètres environ.

## Les attractions

### Les montagnes russes

#### En fonction
| Nom de l'attraction      | Type                          | Constructeur                  | Année d'ouverture |
| ------------------------ | ----------------------------- | ----------------------------- | ----------------- |
| Doo Wopper               | Wild Mouse                    | Zamperla                      | 2005              |
| Fly the Great Nor'Easter | Montagnes russes inversées    | Vekoma                        | 1995              |
| Great White              | Montagnes russes en bois      | Custom Coasters International | 1996              |
| Rollies Coaster          | Montagnes russes assises      | Pinfari                       | 1999              |
| Runaway Train            | Montagnes russes en acier     | Zierer                        | 2019              |
| Sea Serpent              | Montagnes russes navette      | Vekoma                        | 1984              |
| Wild Whizzer             | Montagnes russes tournoyantes | SBF Visa Group                | 2018              |

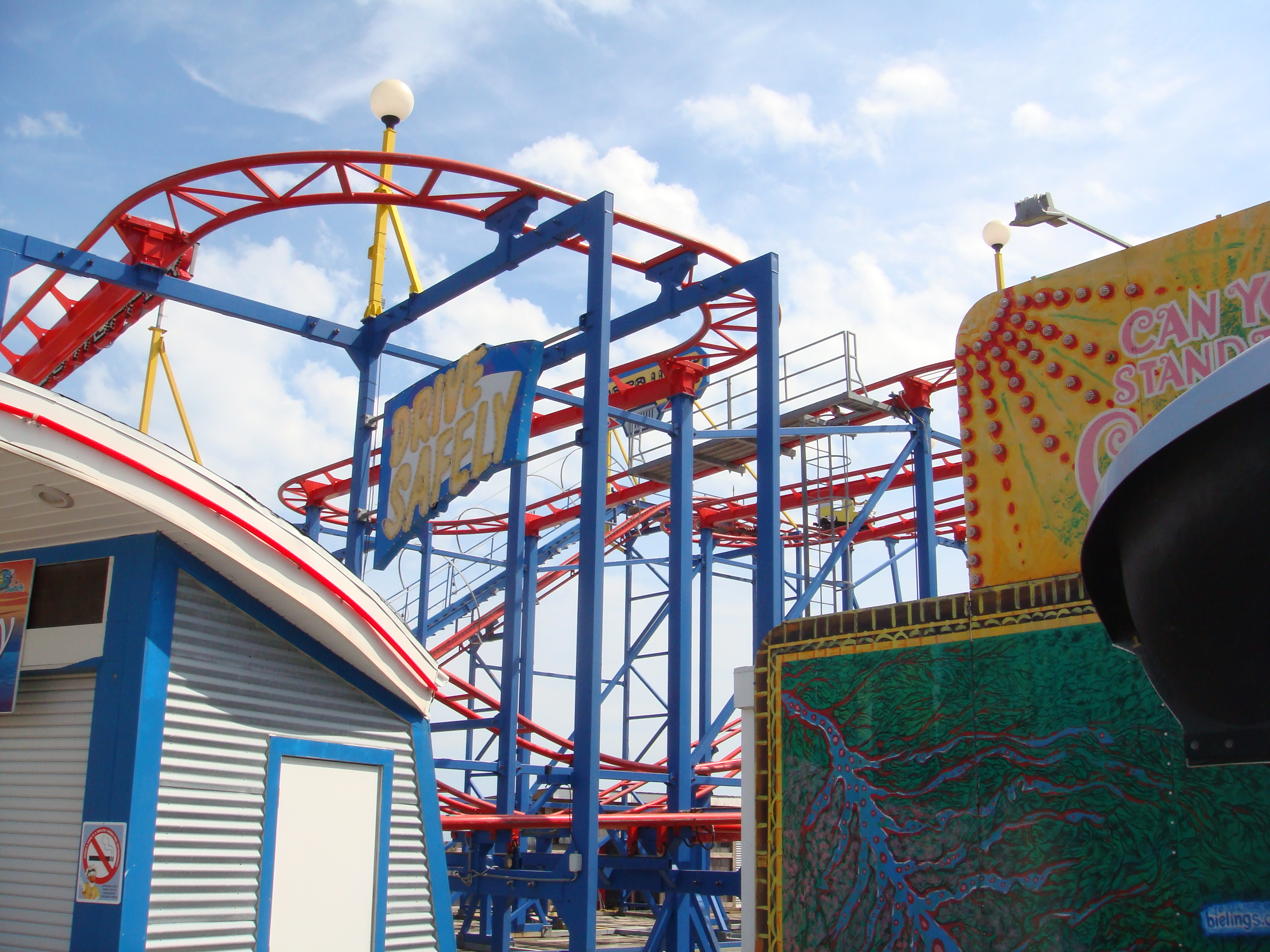
Doo Wopper
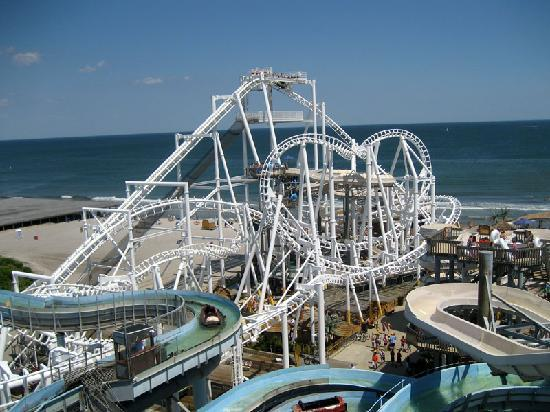
Fly the Great Nor'Easter
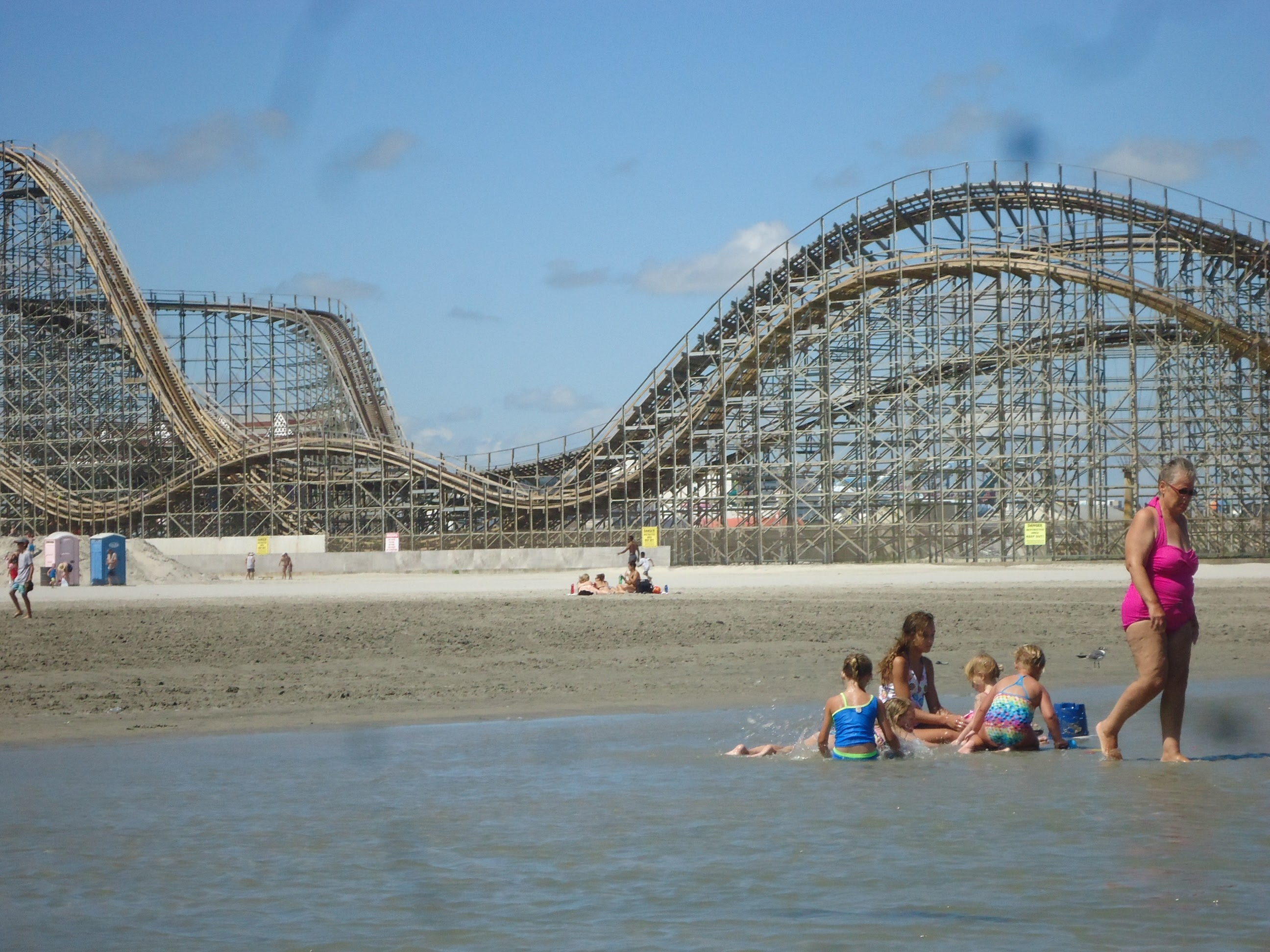
Great White
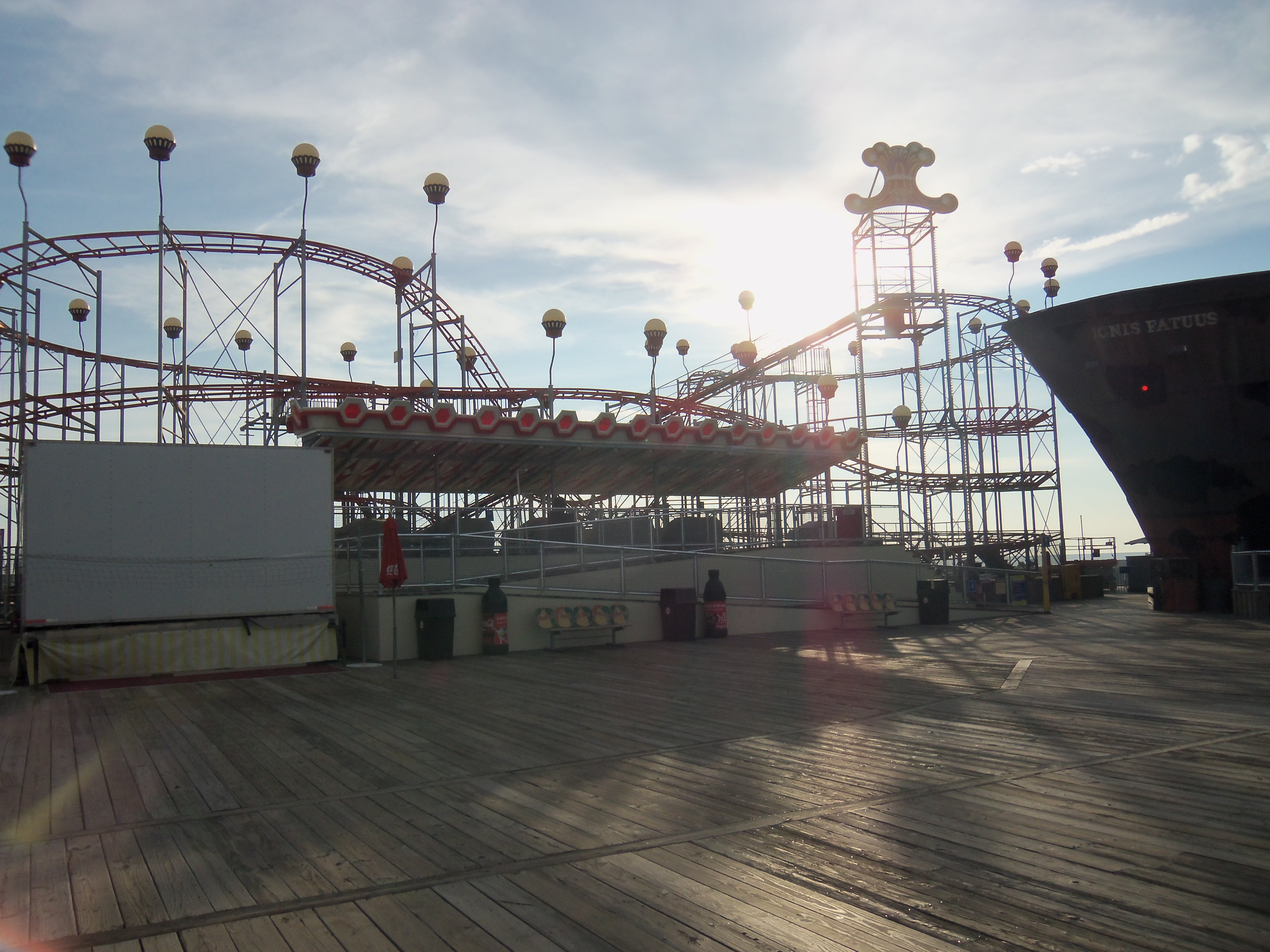
Rollies Coaster
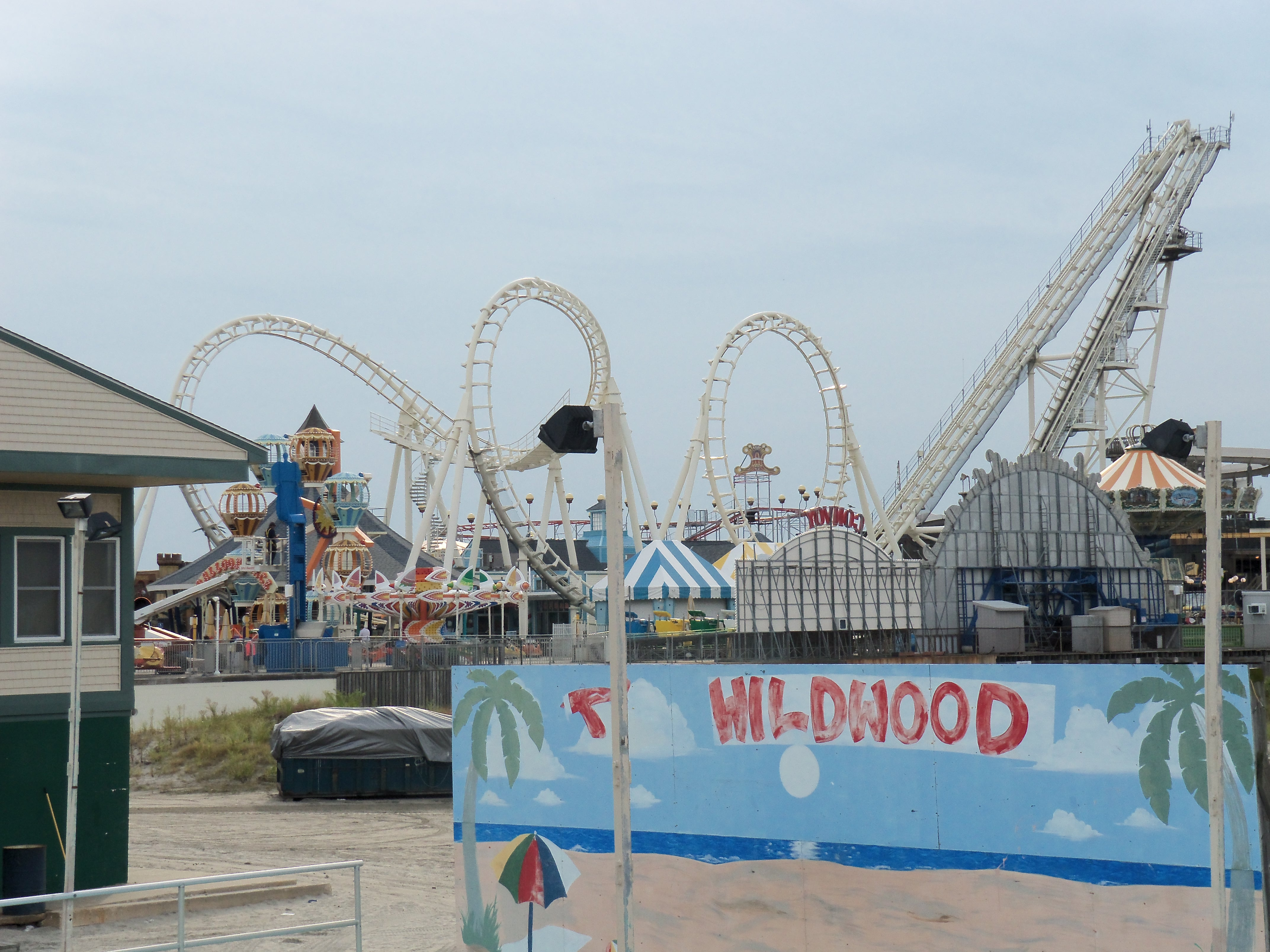
Sea Serpent

#### Disparues

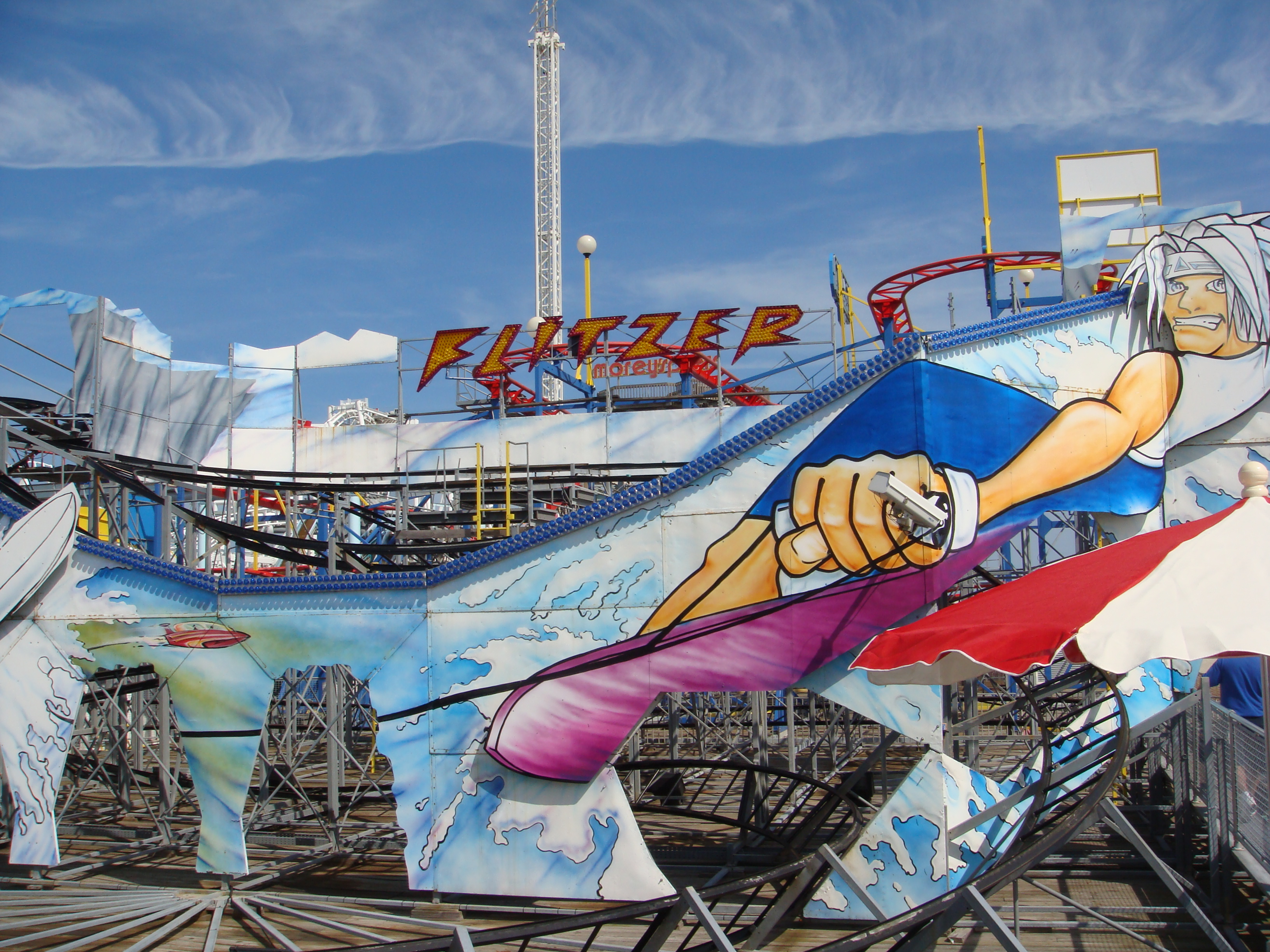
Flitzer
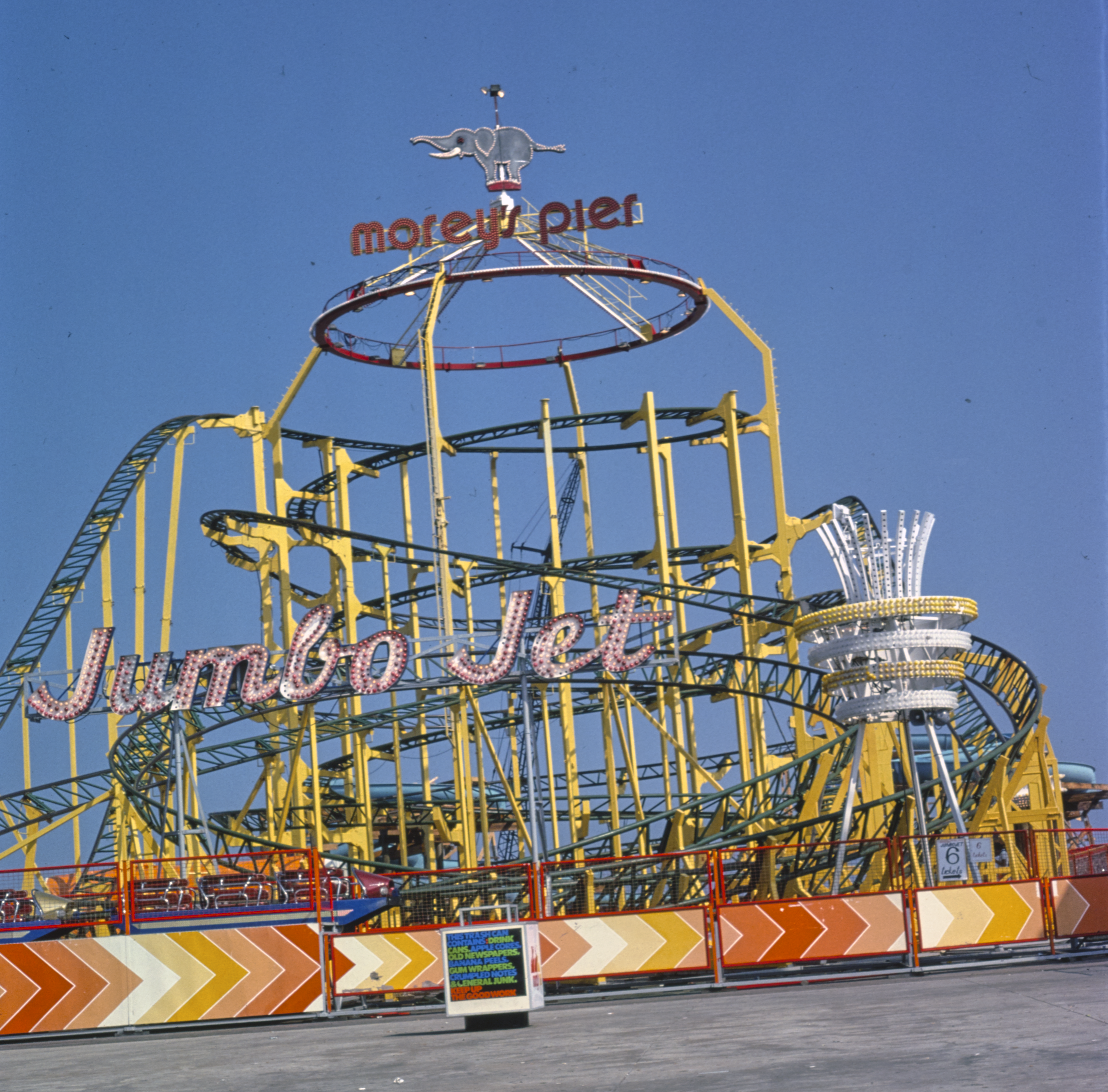
Jumbo Jet

| Nom de l'attraction | Type                     | Constructeur              | Année d'ouverture | Année de fermeture |
| ------------------- | ------------------------ | ------------------------- | ----------------- | ------------------ |
| City Jet            | Montagnes russes assises | Anton Schwarzkopf         | 1975              | 1984               |
| Doo Wopper          | Wild Mouse               | Zamperla                  | 1998              | 2004               |
| Flitzer             | Montagnes russes assises | Zierer                    | 1983              | 2018               |
| Jet Star            | Montagnes russes assises | Anton Schwarzkopf         | 1993              | 1999               |
| Jumbo Jet           | Montagnes russes assises | Anton Schwarzkopf         | 1976              | 1986               |
| Katapult            | Montagnes russes assises | Anton Schwarzkopf         | années 1980       | années 1980        |
| RC-48               | Montagnes russes assises | Pinfari                   | 2000              | 2004               |
| Wild Mouse          | Wild Mouse               | B. A. Schiff & Associates | 1957              | 1961               |
| Wild Mouse          | Wild Mouse               | B. A. Schiff & Associates | 1957              | 1966               |
| Zyclone             | Montagnes russes assises | Pinfari                   | 1988              | 1989               |
| Zyklon              | Montagnes russes assises | Pinfari                   | 1967              | 1999               |

- Flitzer
- Jumbo Jet

### Autres attractions

#### Surfside Pier
- Formula One Raceway
- Sky Coaster - Skycoaster
- AtmosFEAR! - Tour de chute
- Baby Venice
- Cycles
- Dune Buggies
- Howitzer
- Mini Scooters
- Mini Tea Cups - Tasses
- Shark Bite
- Kiddie Train
- Jump Around! - Jump Around
- Balloon Race - Balloon Race
- Carousel - Carrousel
- Condor - Condor
- Dante's Dungeon - Parcours scénique
- Demolition Derby - Demolition Derby
- Giant Slide - Toboggan
- Gravitron - Gravitron
- Rock and Roll
- Rockin' Tug - Rockin' Tug
- Space Maze
- Super Scooters
- Surfside Miniature Golf
- Tilt-A-Whirl - Tilt-A-Whirl
- Zoom Phloom

#### Former Hunt's Pier
- SkyScraper

#### Mariner's Landing Pier
- The Maelstrom
- CanAm Raceway
- Climbing Wall - Mur d'escalade
- Jack in the Box

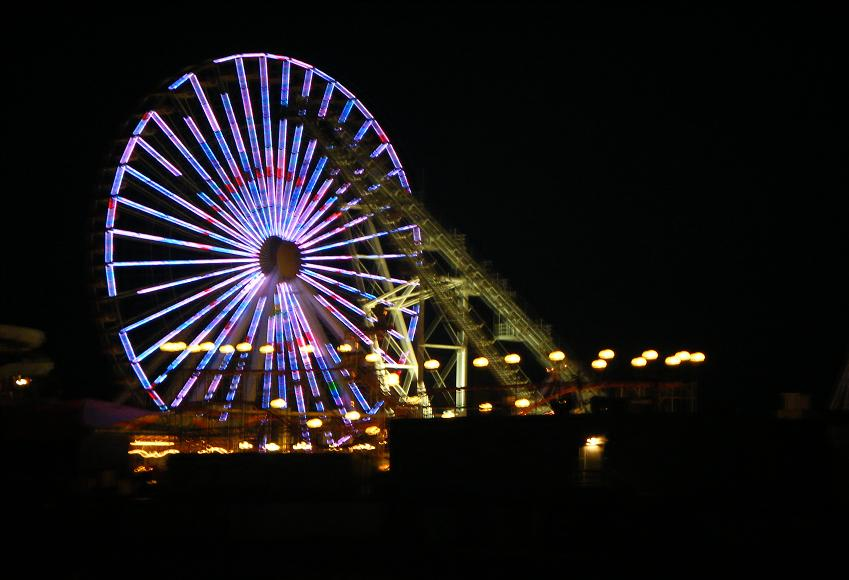
Vue de nuit sur la grande roue

- Pink Elephants - Manège d'éléphants
- Airplanes
- Convoy
- Kiddie Boats
- Kiddie Swings
- Sunny's C. Gull's Lookout Lighthouse
- Mariner's Arcade
- The Giant Wheel - Grande roue
- Pirates of the Wildwoods
- Moby Dick
- Sky Cycle
- Sky Ships
- Carousel - Carrousel
- Tea Cups - Tasses
- Kite Flyer
- Waltzer
- Wave Swinger - Chaises volantes

#### Adventure Pier
- Screamin' Swing
- The Inverter
- SkyCoaster - SkyCoaster
- The Spring Shot
- Shark Bite
- Wacky Whip
- Mini Scrambler
- Snake Slide
- Carousel - Carrousel
- Curse of the Mummy - Walk-through
- Sky Ride
- Tilt-a-Whirl - Tilt-A-Whirl

#### Ocean Oasis WaterPark et Beach Club
- Activity Pool
- Cliff Dive
- Camp KidTastrophe
- Endless River
- Fountain Pool
- Gang Slide
- Lil' Dipper Pool
- Lilly Pads
- Rocket Raft Run
- Rope Swing
- Serpentines
- Shipwreck Shoals
- Shotgun Falls
- Sky Pond Voyage
- Speed Slides